# 맥라렌 M838T 엔진
맥라렌 M838T 엔진(영어: McLaren M838T engine)은 3.8-리터 (3,799 cc) 90도 트윈 터보 차저 플랫 V8로 Ricardo plc와 공동으로 설계 및 개발한 자동차 엔진이다.

## 개발
맥라렌은 닛산 VRH 엔진 아키텍처를 기반으로 자체 개발한 Tom Walkinshaw Racing 엔진에 대한 권리를 구입하였다. IRL Indycar 챔피언십을 위해 설계되었지만 레이스에 참여하지 않았다. 그러나 93 mm (3.66 in)보어를 제외하고는 M838T에는 엔진이 거의 남아 있지 않다. 불과 18개월 만에 Ricardo는 수정된 닛산 엔진 디자인에서 실행중인 프로토타입으로 전환되었다.
Ricardo의 도움으로 개발된 엔진은 8500rpm에서 조정되지만 엔진 토크의 80%는 2000rpm에서 사용할 수 있다.맥라렌은 현재 생산되는 엔진 중 CO2 배출량 대비 마력이 가장 높다고 주장하였다.
생산 지역은 웨스트서식스주의 Shoreham-by-Sea에 있는 Ricardo의 엔진 조립 시설에서 제작된다.터보차저는 미쓰비시 중공업에서 공급하며 미쓰비시 랜서 에볼루션에서 사용되는 것과는 다른 장치이다.

## 탑재 차량
엔진은 맥라렌 12C용으로 설계 및 제작되었으며, 7000 rpm에서 600 PS (592 bhp; 441 kW) 및 3000 rpm에서 625 PS (616 bhp; 460 kW)를 생산한다. 그러나 2012년에 맥라렌은 7500rpm에서 625 PS (616 bhp; 460 kW)로 전력을 증가시키는 업데이트를 발표했다. GT3 경주용 자동차의 경우 엔진은 500 PS (493 bhp; 368 kW)에서 더 적은 출력을 생성한다.
엔진의 구경괴 스트로크는 93 mm × 69.9 mm (3.66 in × 2.75 in)이고 구경 간격은 108 mm (4.25 in)이다.
맥라렌과 Ricardo는 맥라렌 P1에 사용하기 위해 M838T 엔진을 재개발하였다. 엔진은 더 높은 부하에서 냉각 및 내구성을 최적화하도록 업그레이드 되었다. 엔진 블록은 하이브리드 드라이브 트레인의 일부로 통합 전기 모터를 통합하도록 수정되었다. 가솔린 엔진은 7,200rpm에서 727 bhp (542 kW)를 생산하며 전기 모터에서 추가로 176 bhp (131 kW)를 생산한다. 4,000rpm에서 엔진은 260 N·m (192 lb·ft)의 토크를 생성하는 반면 전기 모터는 0rpm 이상에서 최대 260 N·m (192 lb·ft)의 토크를 생성할 수 있다.
| 모델명           | 연식               | 코드네임 | 최고출력                                                                                                 | 최대토크                                                                     | 레드라인 | 전비중량        |
| ---------------- | ------------------ | -------- | --- | ---------------------------------------------------------------------------- | -------- | --------------- |
| 맥라렌 12C       | 2011년 9월~2012년  | M838T    | 600 PS (441 kW; 592 bhp)@ 7000 rpm                                                                       | 600 N·m (443 lb·ft)@ 3000 rpm                                                | 8500 rpm | 199 kg (439 lb) |
| 맥라렌 12C       | 2013년, 2014년     | M838T    | 625 PS (460 kW; 616 bhp)@ 7500 rpm                                                                       | 600 N·m (443 lb·ft)                                                          | 8500 rpm | 199 kg (439 lb) |
| 맥라렌 12C GT3   | 2011년~2015년      | M838T    | 500 PS (368 kW; 493 bhp)                                                                                 | -                                                                            | -        | -               |
| 맥라렌 650S      | 2014년~2017년      | M838T    | 650 PS (478 kW; 641 bhp)@ 7250 rpm                                                                       | 680 N·m (502 lb·ft)@ 6000 rpm                                                | -        | -               |
| 맥라렌 675LT     | 2015년~2017년      | M838T    | 675 PS (496 kW; 666 bhp)@ 7100 rpm                                                                       | 700 N·m (516 lb·ft)@ 5500 rpm                                                |          |                 |
| 맥라렌 P1        | 2013년 10월~2015년 | M838TQ   | 737 PS (542 kW; 727 bhp) @ 7200 rpm Electric: 179 PS (132 kW; 177 bhp) Total: 916 PS (674 kW; 903 bhp)   | 720 N·m (531 lb·ft) Electric: 260 N·m (192 lb·ft) Total: 980 N·m (723 lb·ft) | -        | -               |
| 맥라렌 P1 GTR/LM | 2015년~2017년      | M838TQ   | 800 PS (588 kW; 789 bhp) @ 7250 rpm Electric: 200 PS (147 kW; 197 bhp) Total: 1,000 PS (740 kW; 990 bhp) | Total: 1,050 N·m (774 lb·ft)                                                 | -        | -               |
| 맥라렌 MSO HS    | 2016년, 2017년     | M838T    | 688 PS (506 kW; 679 bhp)                                                                                 | 700 N·m (516 lb·ft)@ 7000 rpm                                                |          |                 |
| 맥라렌 540C      | 2016년~            | M838TE   | 540 PS (397 kW; 533 bhp)@ 7500 rpm                                                                       | 540 N·m (398 lb·ft)@ 3500–6500 rpm                                           | -        | -               |
| 맥라렌 570S      | 2016년~            | M838TE   | 570 PS (419 kW; 562 bhp)@ 7400 rpm                                                                       | 600 N·m (443 lb·ft)@ 5000–6500 rpm                                           | -        | -               |
| 맥라렌 600LT     | 2018년~            | M838TE   | 600 PS (441 kW; 592 bhp)@ 7500 rpm                                                                       | 620 N·m (457 lb·ft)@ 5500–6500 rpm                                           | -        | -               |